# ناصر المالكي
ناصر حسن المالكي مواليد 30 نوفمبر 1983 في الدوحة، هو متسابق دراجات نارية قطري. نافس في بطولة العالم للسوبرسبورت. ينافس لفريق بي إم دبليو موتوراد. بدأ نشاطه الاحترافي في سباق الموتو 2 في سنة 2011.

## روابط خارجية
- ناصر المالكي على موقع MotoGP.com (الإنجليزية)
- ناصر المالكي على موقع WorldSBK.com (الإنجليزية)